# Procyliosoma aurivillii
Procyliosoma aurivillii är en mångfotingart som beskrevs av Filippo Silvestri 1917. Procyliosoma aurivillii ingår i släktet Procyliosoma och familjen Sphaerotheriidae. Inga underarter finns listade i Catalogue of Life.